# Match de football Brésil – Allemagne (2014)
Le match de football Brésil – Allemagne (allemand : Fußball-WM-Halbfinale Brasilien – Deutschland 2014 ; portugais : Mineiraço) a lieu le 8 juillet 2014 à l'Estádio Mineirão de Belo Horizonte, au Brésil. Il s'agit de la première demi-finale de la Coupe du monde de 2014.
L'affiche de cette demi-finale de la 20e Coupe du monde de football est aussi rare que prestigieuse. C'est seulement la deuxième fois de l'histoire que les deux équipes se rencontrent en Coupe du Monde. La première fois était en 2002, en finale que le Brésil avait remportée sur le score de 2-0 pour s'adjuger un cinquième titre mondial. Le match est particulièrement attendu, car il met aux prises deux géants du football mondial, habitués des grands rendez-vous et cumulant à eux deux huit victoires finales. Ces deux équipes sont aussi celles qui ont disputé et gagné le plus de matchs en phase finale de Coupe du monde, et elles comptent déjà sept présences en finale chacune. En 2014, le Brésil atteint ainsi le stade des demi-finales pour la 11e fois et l'Allemagne pour la 13e fois. Les deux équipes sont encore invaincues dans le tournoi lorsqu'elles se présentent au coup d'envoi du match. Les Brésiliens sont notamment privés de leur attaquant vedette Neymar sur blessure, et de leur capitaine Thiago Silva par accumulation de cartons jaunes à la suite de leur quart de finale contre la Colombie.
La rencontre se termine par la victoire écrasante de l'Allemagne et est considérée comme l'une des plus grandes humiliations de l'histoire du football. En première mi-temps, la Mannschaft mène déjà 5-0, dont quatre buts inscrits en six minutes, puis 7-0 par la suite durant la deuxième période. Le Brésil parvient malgré tout à inscrire un but dans les dernières minutes du match qui se conclut sur le score de 7 buts à 1. L'Allemand Toni Kroos, auteur de deux buts en 69 secondes ainsi que d'une passe décisive, est nommé homme du match.
Plusieurs records sont établis durant cette rencontre. La victoire de l'Allemagne est obtenue sur le score le plus large jamais enregistré lors d'une demi-finale de Coupe du monde. Le match voit dans le même temps les Allemands dépasser les Brésiliens au nombre de buts marqués en phase finale de Coupe du monde depuis 1930 et devenir les premiers à en atteindre la finale à huit reprises. Miroslav Klose inscrit à cette occasion son seizième but en phase finale de Coupe du monde, dépassant le Brésilien Ronaldo en tant que meilleur buteur de l'histoire du tournoi mondial. L'Allemagne met fin à une série d'invincibilité à domicile du Brésil longue de 62 matchs, la précédente défaite brésilienne à domicile datant de la Copa América 1975 face au Pérou.
Il s'agit par conséquent de la plus large défaite de l'histoire de la Seleção, égalant le 6-0 subi face à l'Uruguay lors du championnat sud-américain de 1920. La défaite du Brésil est ainsi vécue comme une humiliation nationale, les médias lui donnant le surnom de Mineiraço (« le choc du Mineirão ») en référence au Maracanaço (« le choc du Maracanã »), nom donné à la défaite brésilienne à domicile face à l'Uruguay lors de la Coupe du monde de 1950. Le Brésil perd par la suite le match pour la troisième place face aux Pays-Bas tandis que l'Allemagne remporte le titre pour la quatrième fois en venant à bout de l'Argentine en finale.

## Avant-match

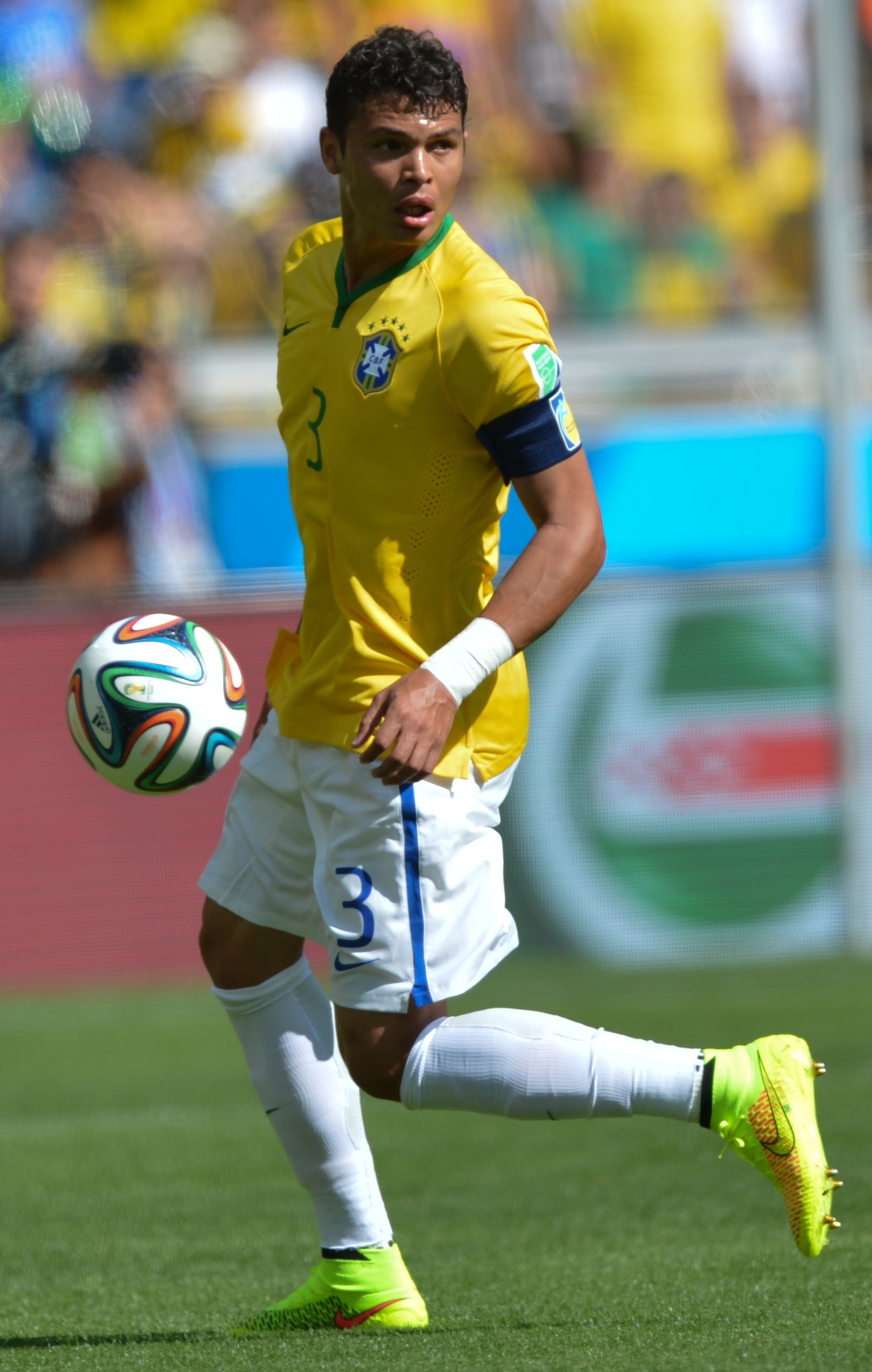
Le capitaine brésilien Thiago Silva est suspendu pour ce match.

Le Brésil, qui organise en 2014 la phase finale de la Coupe du monde pour la deuxième fois après l'édition 1950, a l'avantage de jouer à domicile et est quintuple champion du monde. L'Allemagne est quant à elle titrée à trois reprises, sa dernière victoire datant alors de 1990. Les Brésiliens atteignent à nouveau le stade des demi-finales pour la première fois depuis 2002, qu'ils avaient alors passé avant de remporter le trophée aux dépens de l'Allemagne ; tandis que les Allemands disputent leur quatrième demi-finale de Coupe du monde d'affilée, un record. Les deux équipes étaient têtes de série et figuraient parmi les principaux favoris avant le début de la compétition, l'Allemagne pointant alors au deuxième rang du classement FIFA, et le Brésil au troisième.

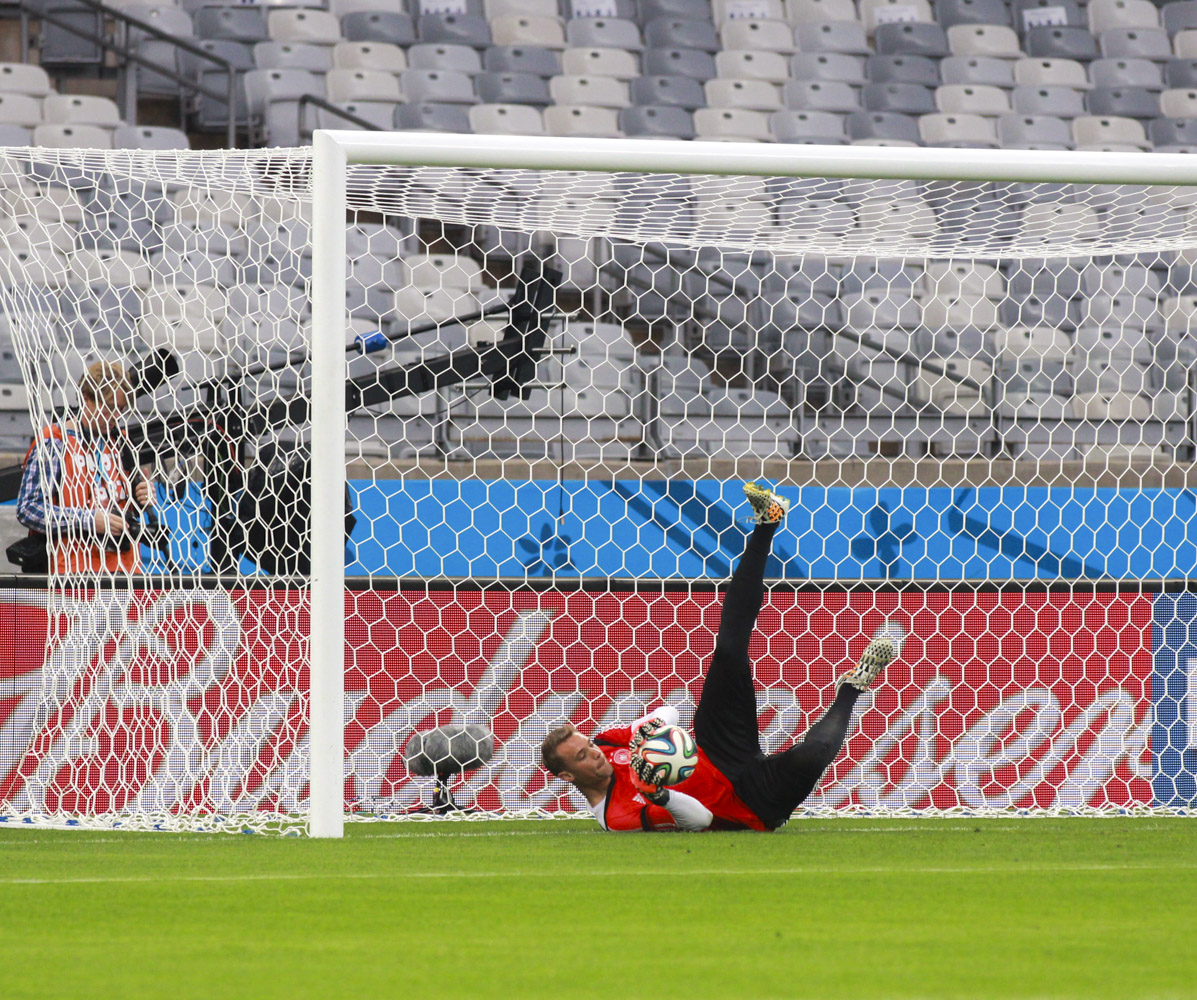
Le portier allemand Manuel Neuer à l'échauffement la veille de la rencontre.

Le parcours des deux équipes jusqu'en demi-finale est assez comparable sur le plan comptable : elles ont toutes les deux terminé première de leur poule (groupe A pour le Brésil, groupe G pour l'Allemagne) au premier tour avec deux victoires et un match nul, et le même nombre de buts marqués et encaissés (7 contre 2). En huitièmes de finale elles ont toutes les deux été bousculées et contraintes de disputer une prolongation, les Allemands remportant leur match contre l'Algérie, le Brésil se qualifiant de justesse aux tirs au but face au Chili. En quarts de finale, le Brésil et l'Allemagne se sont imposés respectivement contre la Colombie et la France par un seul but d'écart. Sur le plan du jeu en revanche les Brésiliens, contrairement aux Allemands, n'ont pas réussi à convaincre et ont éprouvé beaucoup plus de difficulté. Les deux équipes se sont certes déjà rencontrées vingt-et-une fois par le passé, mais leur unique rencontre en Coupe du monde date de la finale de 2002, remportée par le Brésil sur le score de 2 buts à 0,.
Le capitaine brésilien Thiago Silva est suspendu pour le match après une accumulation de cartons jaunes, l'appel de la confédération brésilienne demandant la levée de la suspension ayant été rejeté. L'attaquant Neymar est également indisponible à la suite d'une fracture à une vertèbre contractée lors du match contre la Colombie, le rendant indisponible pour le reste du tournoi,. Dante et Bernard, titularisés pour la première fois de la compétition, remplacent respectivement Thiago Silva et Neymar tandis que Luiz Gustavo remplace Paulinho au poste de milieu défensif. Le onze de départ allemand reste quant à lui inchangé par rapport à la victoire contre la France quatre jours plus tôt. Le gardien brésilien Júlio César et le capitaine remplaçant David Luiz rendent hommage à Neymar avant la rencontre en tenant une réplique de son maillot lors du passage de l'hymne national. Malgré ces absences, les analystes disent s'attendre à un match fermé, arguant notamment que le public à domicile est un avantage pour les Brésiliens.

## Match
Le corps arbitral est dirigé par l'arbitre mexicain Marco Antonio Rodríguez, qui dirige ce jour-là le dernier match de sa carrière.

### Première mi-temps

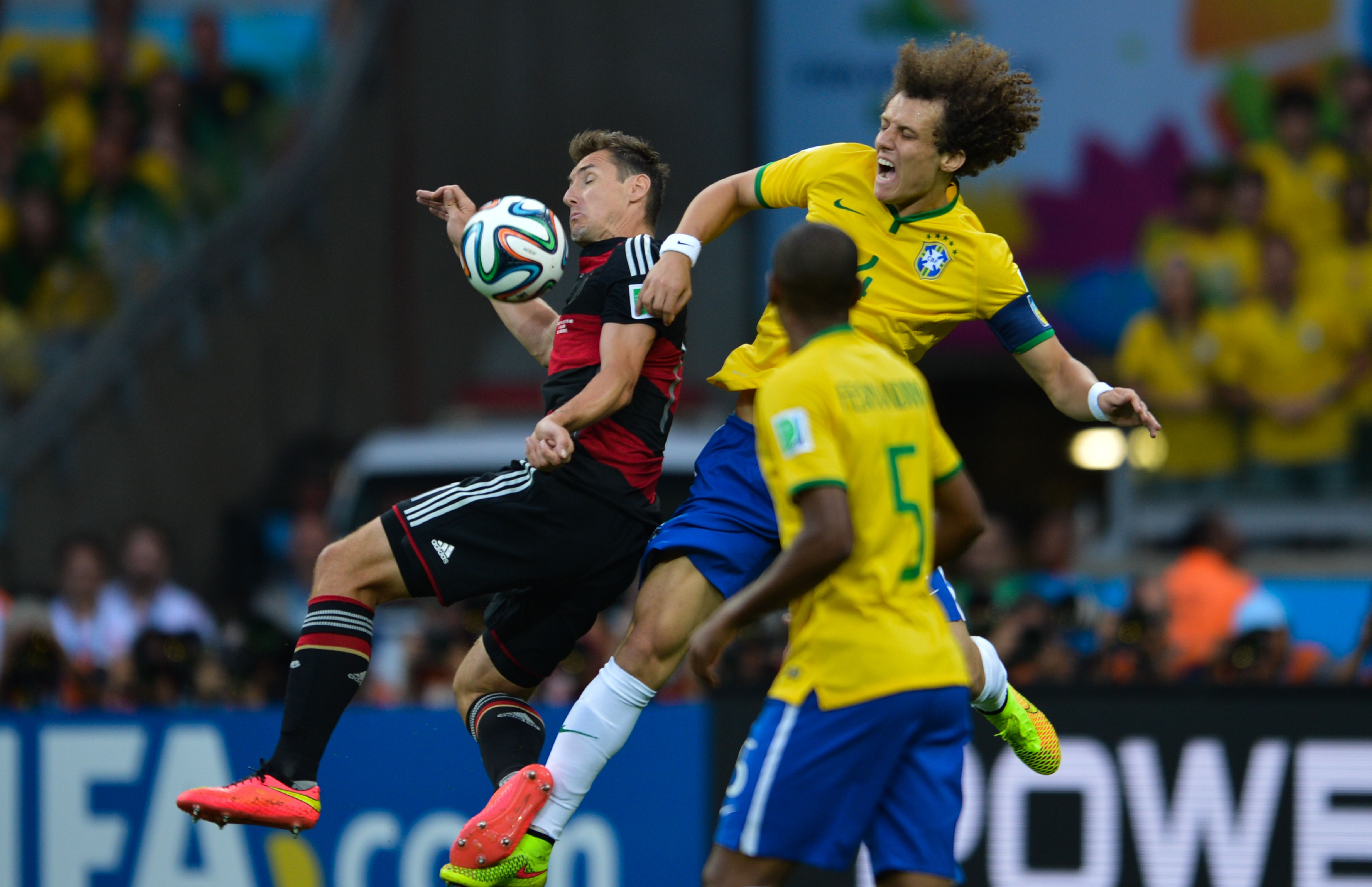
Le capitaine David Luiz (en fond au centre) et la défense brésilienne ne peuvent empêcher les Allemands d'inscrire quatre buts en six minutes, Miroslav Klose (à gauche) inscrivant le deuxième à la.

Les deux équipes commencent la partie de manière entreprenante, le premier tir brésilien venant de Marcelo à la 3e minute et de Sami Khedira à la 7e minute du côté allemand. Les Allemands ouvrent le score seulement quatre minutes plus tard lorsque Thomas Müller échappe au marquage de David Luiz et reprend du plat du pied un corner de Toni Kroos au point de penalty. Les Brésiliens tentent de répondre immédiatement mais leurs offensives, bien que dangereuses, n'aboutissent à rien. La Mannschaft aggrave finalement la marque à la 23e minute par l'intermédiaire de Miroslav Klose, servi par Müller, qui doit s'y prendre à deux fois après avoir vu son premier tir repoussé par Júlio César. Ce but représente le seizième inscrit par l'Allemand en phase finale de Coupe du monde qui dépasse Ronaldo en tant que meilleur buteur de l'histoire de la compétition,,.
La Seleção accuse le coup et perd alors complètement pied, concédant trois nouveaux buts dans les minutes qui suivent. Kroos inscrit deux de ces buts en moins de deux minutes : d'abord en reprenant de volée en position démarquée un centre de Lahm à la 24e minute ; puis seulement 70 secondes après en profitant d'une hésitation de Fernandinho peu après l'engagement brésilien pour lui subtiliser le ballon dans son propre camp et marquer un doublé après un une-deux avec Khedira. Ce dernier inscrit par la suite le cinquième but allemand de la mi-temps, trompant Júlio César à l'aide d'un une-deux avec Mesut Özil, et aggrave encore un peu plus la marque à la 29e minute. Les cinq buts allemands sont inscrits lors la première demi-heure de jeu tandis que le Brésil ne comptabilise aucun tir cadré de toute la première période. De nombreux supporters brésiliens sont alors filmés en larmes et le stade reste en état de choc jusqu'à la mi-temps qui voit l'équipe du Brésil rentrer aux vestiaires sous les sifflets de son public,,. Des affrontements commencent à éclater dans les travées du Mineirão, forçant la police militaire à envoyer une brigade des forces spéciales dans le stade.

### Deuxième mi-temps

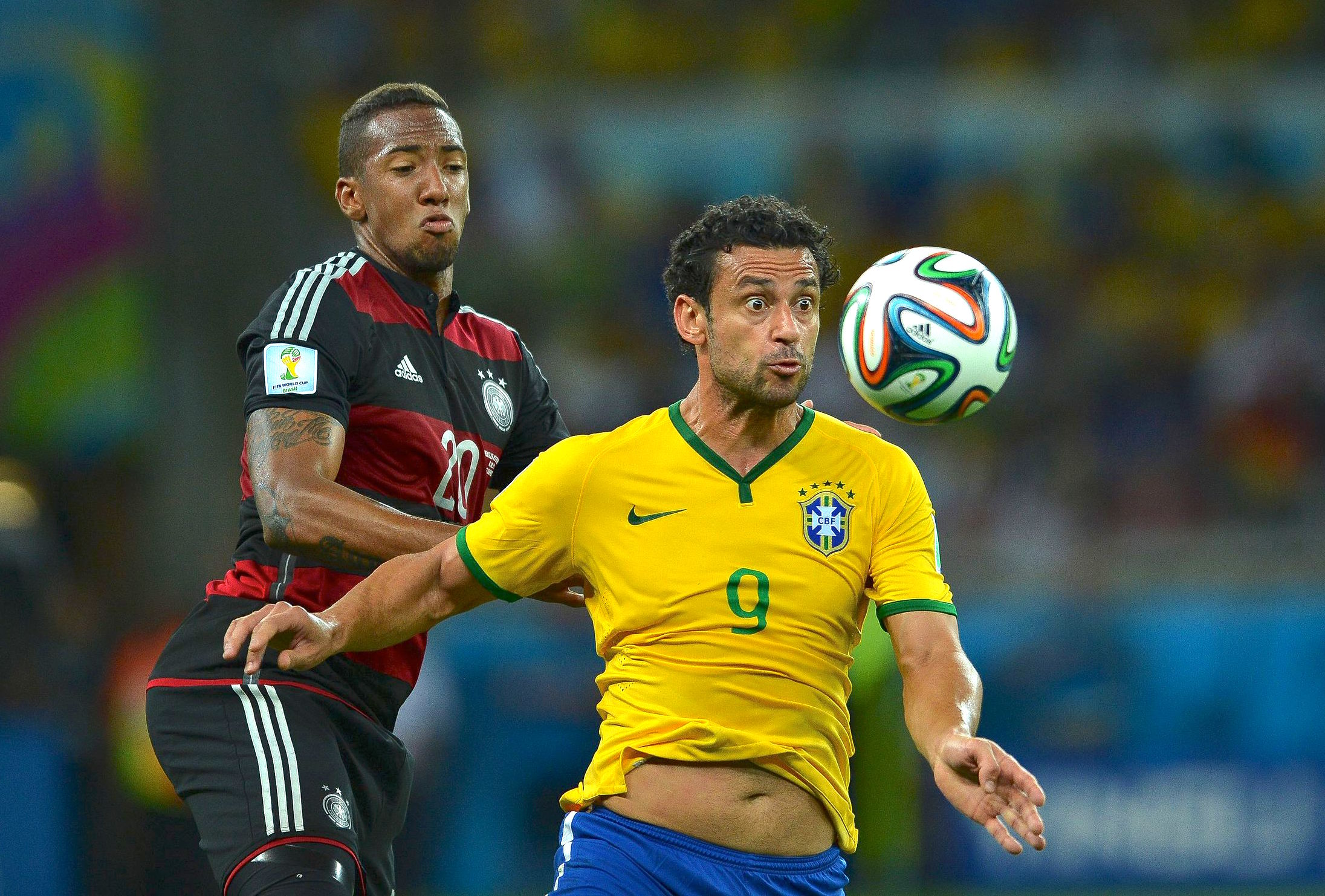
La performance de l'attaquant Fred (au centre) lui vaut d'être hué par ses propres supporters lors de son remplacement.

Pour la seconde période, l'entraîneur brésilien Luiz Felipe Scolari effectue deux changements, faisant rentrer Paulinho et Ramires à la place de Fernandinho et Hulk. Les Auriverdes se montrent alors plus menaçants et poussent Manuel Neuer à plusieurs arrêts face à Oscar, Paulinho et Fred. Les Allemands manquent de peu d'accroître leur avance à la 60e minute, Müller butant sur Júlio César à deux reprises ; la chose est finalement faite neuf minutes plus tard lorsqu'André Schürrle reprend du plat du pied une passe de Lahm au point de penalty. Le septième but allemand est inscrit par ce même joueur à la 79e minute lorsque, recevant une passe de Müller en pivot, il envoie la balle dans la lucarne du portier brésilien qui est battu au premier poteau. Avec un score pointant à 7-0, les supporters brésiliens restant offrent une standing ovation aux Allemands, applaudissant le but de Schürrle et la performance allemande. Vers la fin de la rencontre, Özil a l'occasion d'inscrire un huitième but mais sa frappe passe de peu à côté ; quelques instants après, Oscar se trouve à la réception d'une passe en profondeur et parvient à tromper Neuer pour réduire le score à 7-1, qui ne changera plus. Les Brésiliens subissent là la pire défaite de leur histoire à égalité avec le 6-0 infligé par l'Uruguay en 1920 et voient la fin de leur série de 62 matchs de compétitions invaincus à domicile. Les joueurs brésiliens quittent le terrain en larmes sous les huées du public,,,,.
L'Allemand Toni Kroos est nommé homme du match, avec trois tirs pour deux buts, 93 % de passes réussies, une passe décisive et deux occasions créées,.
L'attaquant brésilien Fred, remplacé par Willian à la 70e minute, subit une réaction particulièrement hostile de la part des supporters brésiliens. Selon Opta Sports, le joueur n'a jamais taclé, centré, intercepté une balle ou déclenché la moindre course durant le match, ayant finalement eu la majorité de sa possession du ballon lors des engagements brésiliens suivant chaque but allemand.

### Feuille de match
| 1re demi-finale                                            | Brésil                  | 1 - 7   | Allemagne | Mineirão, Belo Horizonte                                               |                                                                        |
| 8 juillet 2014 · 17:00 (UTC-3) · Historique des rencontres | ( David Luiz) Oscar 90e | (0 - 5) | 11e Müller (Kroos ) · 23e Klose · 24e Kroos (Lahm ) · 26e Kroos (Khedira ) · 29e Khedira (Özil ) · 69e Schürrle (Lahm ) · 79e Schürrle (Müller ) | Spectateurs : 58 141 · Arbitrage : Marco Rodríguez · Photos du match · | Spectateurs : 58 141 · Arbitrage : Marco Rodríguez · Photos du match · |
| 8 juillet 2014 · 17:00 (UTC-3) · Historique des rencontres | Rapport                 |         | | Spectateurs : 58 141 · Arbitrage : Marco Rodríguez · Photos du match · | Spectateurs : 58 141 · Arbitrage : Marco Rodríguez · Photos du match · |

| Brésil | Allemagne |

| Brésil :            |    |              |  |     |     |
|                     |    |              |  |     |     |
| Gardien de but      | 12 | Júlio César  |  |     |     |
|                     | 4  | David Luiz   |  |     |     |
|                     | 5  | Fernandinho  |  | 46e |     |
|                     | 6  | Marcelo      |  |     |     |
|                     | 7  | Hulk         |  | 46e |     |
|                     | 9  | Fred         |  | 69e |     |
|                     | 11 | Oscar        |  |     |     |
|                     | 13 | Dante        |  |     | 68e |
|                     | 17 | Luiz Gustavo |  |     |     |
|                     | 20 | Bernard      |  |     |     |
|                     | 23 | Maicon       |  |     |     |
| Remplaçants :       |    |              |  |     |     |
|                     | 8  | Paulinho     |  | 46e |     |
|                     | 16 | Ramires      |  | 46e |     |
|                     | 19 | Willian      |  | 69e |     |
| Sélectionneur :     |    |              |  |     |     |
| Luiz Felipe Scolari |    |              |  |     |     |

| Allemagne :     |    |                        |  |     |
|                 |    |                        |  |     |
| Gardien de but  | 1  | Manuel Neuer           |  |     |
|                 | 4  | Benedikt Höwedes       |  |     |
|                 | 5  | Mats Hummels           |  | 46e |
|                 | 6  | Sami Khedira           |  | 76e |
|                 | 7  | Bastian Schweinsteiger |  |     |
|                 | 8  | Mesut Özil             |  |     |
|                 | 11 | Miroslav Klose         |  | 58e |
|                 | 13 | Thomas Müller          |  |     |
|                 | 16 | Philipp Lahm           |  |     |
|                 | 18 | Toni Kroos             |  |     |
|                 | 20 | Jérôme Boateng         |  |     |
| Remplaçants :   |    |                        |  |     |
|                 | 9  | André Schürrle         |  | 58e |
|                 | 14 | Julian Draxler         |  | 76e |
|                 | 17 | Per Mertesacker        |  | 46e |
| Sélectionneur : |    |                        |  |     |
| Joachim Löw     |    |                        |  |     |

| Assistants : Marvin Torrentera Marcos Quintero Quatrième arbitre : Mark Geiger Cinquième arbitre : Mark Hurd Homme du Match : Toni Kroos |

### Statistiques

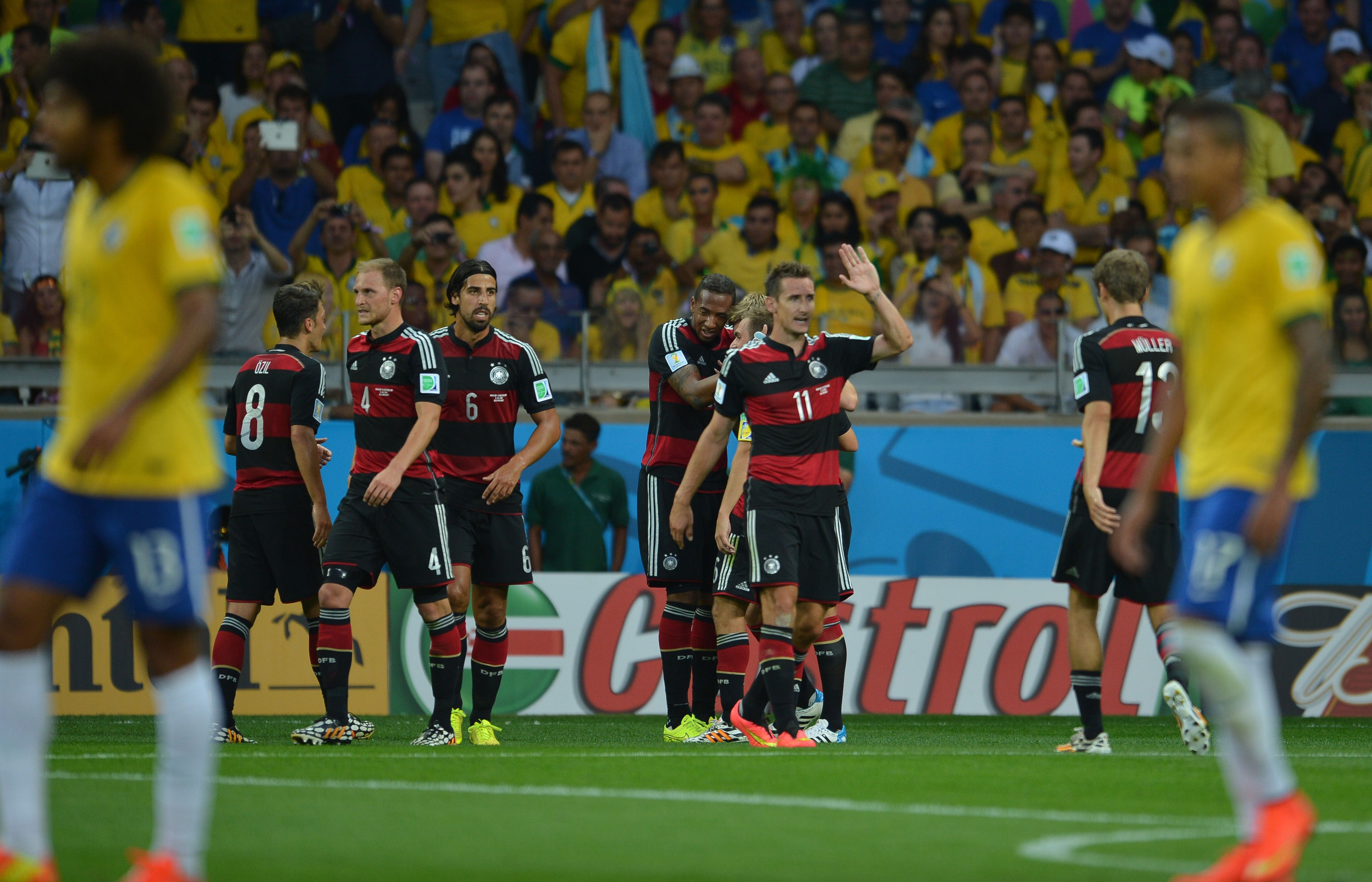
Les joueurs allemands célébrant un but.

| Statistique    | Brésil | Allemagne |
| -------------- | ------ | --------- |
| Buts marqués   | 1      | 7         |
| Tirs           | 18     | 14        |
| Tirs cadrés    | 8      | 10        |
| Arrêts         | 3      | 7         |
| Possession     | 52 %   | 48 %      |
| Corners        | 7      | 5         |
| Fautes         | 11     | 14        |
| Hors-jeux      | 3      | 0         |
| Cartons jaunes | 1      | 0         |
| Cartons rouges | 0      | 0         |

## Records
Le score final de la rencontre est l'écart le plus large dans une demi-finale de Coupe de monde. Il s'agit également de la plus lourde défaite subie par une nation hôte de la compétition. À la fin du match, un total provisoire de 167 buts ont été inscrits au cours du Mondial 2014, le second total le plus élevé après les 171 buts de l'édition 1998. Le match se classe par ailleurs deuxième du tournoi au nombre de tirs cadrés dans le temps réglementaires avec dix-huit tentatives bien ciblées. Les quatre buts inscrits entre la 23e et la 29e minutes sont les plus rapides jamais inscrits en Coupe du monde, battant ainsi le record doublement détenu par l'Autriche en 1954 et par la Hongrie en 1982 qui avaient eu besoin de sept minutes chacune pour faire de même. L'Allemagne égale également le record du nombre de buts inscrits contre le pays hôte, rejoignant la victoire autrichienne contre la Suisse (7-5) lors du Mondial 1954, elle devient également la nation ayant marqué le plus de buts en Coupe du monde, dépassant le Brésil à 223 buts contre 221. Les deux demi-finalistes, l'Allemagne et le Brésil, atteignent respectivement le dernier carré pour la 13e et la 11e fois. Aucune autre équipe n'a alors jamais accédé au stade des demi-finales plus de huit fois. Avant la rencontre, les deux nations étaient par ailleurs à égalité au nombre de finales disputées avec sept chacune, grâce à sa victoire l'Allemagne devient donc la première à atteindre la finale du mondial à huit reprises.
Côté brésilien, le score défavorable est le plus large de l'histoire de la sélection, égalant la défaite 6-0 subite face à l'Uruguay lors du championnat sud-américain de 1920 et constitue également sa plus lourde défaite à domicile, dépassant le 5-1 infligé par l'Argentine en 1939 à Rio de Janeiro. Le Brésil perd cette rencontre après une série de 62 matchs de compétition à domicile sans défaite. La fois précédente où les Brésiliens s'étaient inclinés à la maison remonte à la Copa América 1975, contre le Pérou (1-3), un match ayant également eu lieu à l'Estádio Mineirão de Belo Horizonte,. La dernière défaite du Brésil lors d'une demi-finale proprement dite de Coupe du monde remonte à 1938, lorsque la Seleção avait été vaincue par la sélection italienne à Marseille. C'est la première fois que le Brésil concède sept buts à domicile, bien qu'il en ait déjà concédé huit à l'extérieur lors d'un match amical face à la Yougoslavie en 1934 (4-8), cinq pour la dernière fois lors du Mondial 1938 contre la Pologne (6-5) et quatre au cours de la défaite 4-2 face à la Hongrie lors de la Coupe du monde 1954. Avant cette rencontre, la défaite la plus large subie par les Brésiliens en phase finale de Coupe du monde était le 3-0 contre la France en finale du Mondial 1998 au Stade de France. Jusque là le Brésil n'avait jamais perdu contre l'Allemagne par un écart supérieur à 2 buts (2-0 en match amical en 1986).

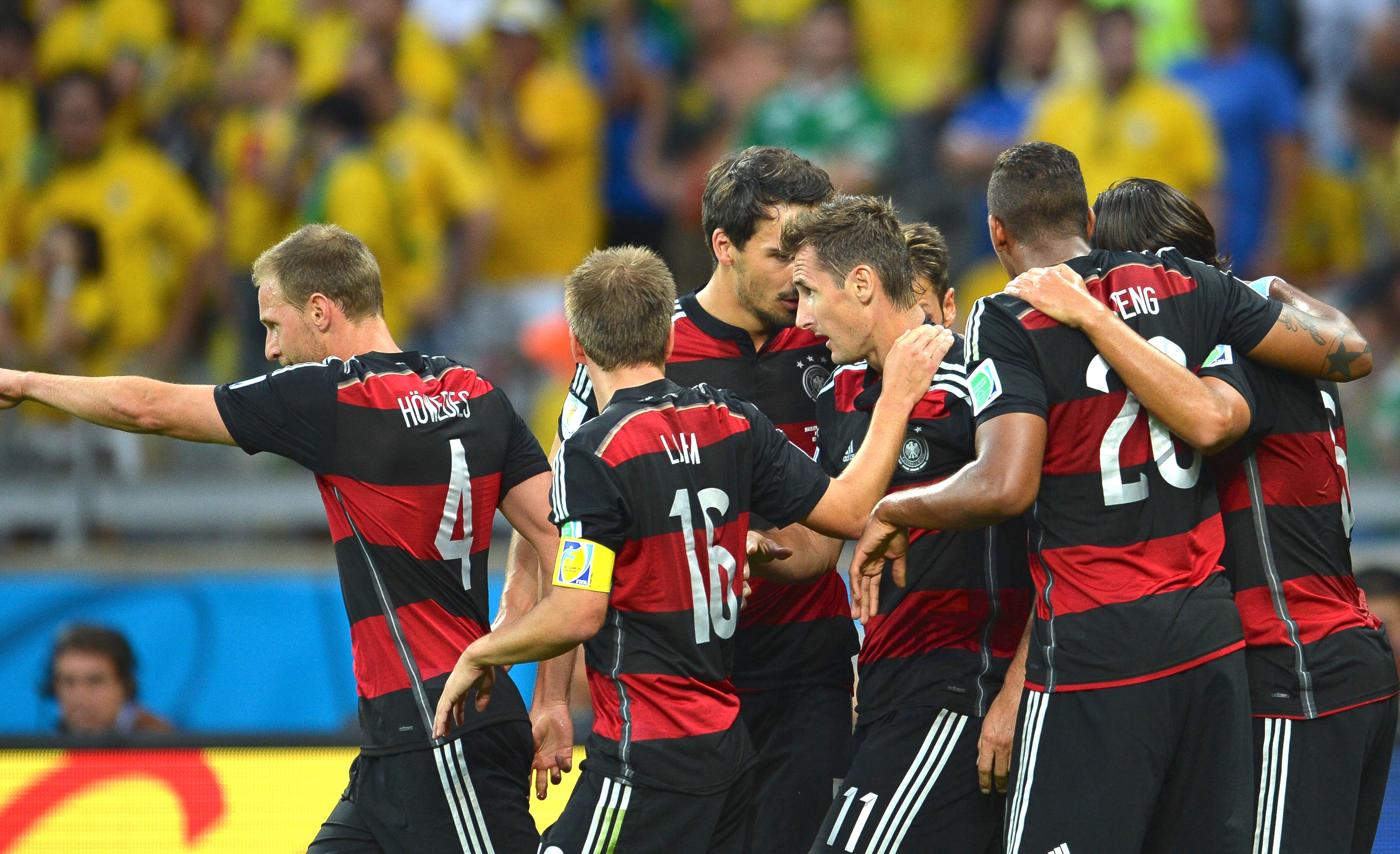
Le but de Miroslav Klose (numéro 11, au centre) fait de lui le meilleur buteur de l'histoire de la Coupe du monde.

Côté allemand, la victoire signifie que, pour la quatrième fois consécutive, l'Allemagne terminerait sur le podium du Mondial. Si l'on excepte la poule finale de 1950, l'Allemagne est la première à inscrire sept buts en demi-finale mondiale,. La Nationalmannschaft était la dernière équipe à avoir marqué six buts à ce stade de la compétition, en 1954 contre l'Autriche. Les cinq buts d'avance de la Mannschaft à la pause capitalisent sa plus grande avance à la mi-temps d'une rencontre de Coupe du monde, dépassant le 4-0 de la première mi-temps du match contre l'Arabie saoudite en 2002, qui s'était terminé sur le score de 8-0, la plus ample victoire allemande en phase finale. Les deux autres équipes à accuser un déficit de cinq buts à la mi-temps étaient le Zaïre (face à la Yougoslavie) et Haïti (face à la Pologne) en 1974,. Les sept buts inscrits par les Allemands ont par ailleurs dépassé le nombre total de buts inscrits par 29 nations ayant à ce moment-là disputé au moins une phase finale de Coupe du monde.
L'Allemand Miroslav Klose égale à cette occasion le Brésilien Cafu au nombre de matchs remportés en phase finale de mondial en tant que joueur, avec seize victoires ; il joue par ailleurs son vingt-troisième match de Coupe du monde, égalant Paolo Maldini à la deuxième place du nombre de matchs joués, à deux unités de Lothar Matthäus. Klose, qui a joué treize matchs à élimination directe (soit plus que Cafu et Matthäus), devient le seul joueur à prendre part à quatre demi-finales de Coupe du monde, dépassant Uwe Seeler qui n'en a disputé que trois. Au cours de cette dernière demi-finale, il bat le record absolu du nombre de buts marqués en phase finale de Coupe du monde en inscrivant son seizième but, dépassant ainsi le Brésilien Ronaldo qui était lui-même présent dans le stade en tant que commentateur. Le premier but, marqué par Thomas Müller, est le 2000e but inscrit par l'équipe nationale allemande. Ce but fait également de Müller le troisième joueur à marquer cinq buts ou plus à l'occasion de deux phases finales distinctes, avec Klose et le Péruvien Teófilo Cubillas, et le deuxième à réussir cet exploit lors de Mondiaux consécutifs (avec Klose). Le doublé de Toni Kroos en soixante-neuf secondes en première période est par ailleurs le doublé le plus rapide jamais inscrit en Coupe du monde.

## Réactions

### Dans le monde du football

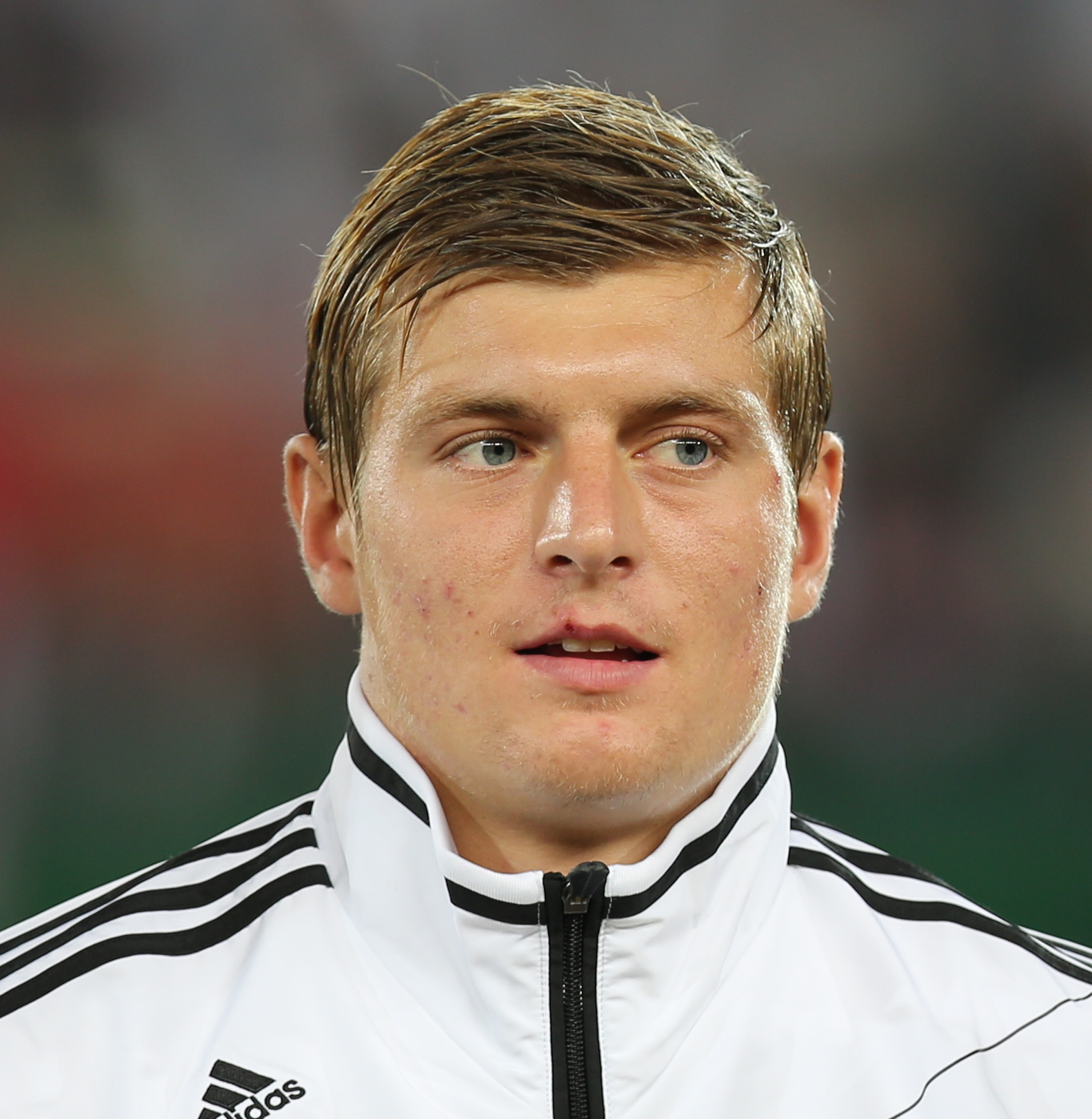
Homme du match, Toni Kroos inscrit deux buts en soixante-neuf secondes, en faisant le doublé le plus rapide de l'histoire de la Coupe du monde. Il exprime plus tard des regrets pour les Brésiliens qui n'ont selon lui « pas joué à leur meilleur niveau ».

Il a notamment été rapporté que Neymar, regardant le match à la télévision, a décidé d'arrêter après le septième but allemand pour aller jouer au poker avec ses amis,. Le sélectionneur brésilien Luiz Felipe Scolari déclare que le résultat est « la pire défaite jamais subie par la sélection brésilienne », s'en déclarant pleinement responsable, et la considérant comme « la pire de sa vie ». Il démissionne de son poste après la fin du tournoi. Le capitaine remplaçant David Luiz et le gardien Júlio César présentent tous deux leurs excuses au peuple brésilien. Fred, particulièrement visé par les supporters brésiliens durant la rencontre, déclare qu'il s'agit de la pire défaite de sa carrière et de celle de ses coéquipiers. Il annonce sa retraite internationale à l'issue de la compétition. Neymar affirme quant à lui son soutien à ses coéquipiers, affirmant être fier de faire partie de l'équipe malgré la défaite.
Durant la rencontre, les Allemands semblent comprendre qu'il ne s'agit pas d'un match comme les autres et, comme le reconnait Mats Hummels après la rencontre, ont décidé de ne pas humilier leurs adversaires davantage lors de la deuxième mi-temps et de l'après-match : « Nous avons décidé de rester concentrés et de ne surtout pas essayer de les humilier. Il faut montrer du respect à l’adversaire, et il était très important que nous le fassions ». Ils ont ainsi nettement atténué leurs célébrations, se contentant de lever les bras sans bondir ni crier de joie. L'entraîneur allemand Joachim Löw affirme après le match que son équipe avait pris conscience que les joueurs brésiliens étaient « complètement perdus », en particulier après le but du 2-0, et qu'elle avait su en profiter en opposant « le calme et l'ordre » à « l'émotion et la passion » brésiliennes. Toni Kroos, désigné homme du match, ajoute que les Allemands ont trouvé que le Brésil n'avait jamais joué à son niveau lors de la compétition, et que les siens étaient parfaitement préparés à contrer la Seleção. Löw déclare par ailleurs que l'équipe n'a ressenti « aucune euphorie » durant ou après le match, étant consciente que le 7-1 n'aurait aucune influence sur la finale disputée cinq jours après : « Nous n'avons rien célébré. Nous étions contents, mais il nous reste encore quelque chose à faire ».
Après la fin du match, les joueurs et l'encadrement allemand offrent des mots de consolation d'encouragement aux Brésiliens, notamment Löw et les défenseurs Philipp Lahm et Per Mertesacker qui comparent la pression et l'échec ressenti par l'équipe brésilienne à celle des Allemands lors de leur défaite en demi-finale de la Coupe du monde 2006,,. Lahm ajoute par ailleurs, lors d'une entrevue après le tournoi, s'être senti « très gêné » durant la rencontre et « pas du tout euphorique », car les Brésiliens ont selon lui commis des erreurs « qui n'arrivent normalement pas à ce niveau ». Kroos déclare également que, malgré la qualité de l'équipe brésilienne, elle n'a jamais pu jouer à son plein potentiel du fait de la pression qu'elle subissait,. Löw observe immédiatement après la rencontre que les spectateurs brésiliens applaudissaient son équipe. Le journal brésilien O Globo exprime peu après sa reconnaissance envers les joueurs allemands, les appelant « champions du monde de la sympathie ».
L'icône du football brésilien Pelé écrit notamment sur Twitter : « J'ai toujours dit que le football est une boîte à surprises. Personne au monde ne s'attendait à ce résultat » suivi par « le Brésil tentera de remporter son sixième titre en Russie. Félicitations à l'Allemagne ». Le capitaine brésilien lors du Mondial 1970 Carlos Alberto Torres, affirme quant à lui que le pays a perdu car il avait le sentiment d'avoir déjà gagné, ajoutant que l'Allemagne a joué « comme il aime le voir » et que les tactiques de Scolari étaient « suicidaires ». Le sélectionneur argentin Alejandro Sabella peine à expliquer la défaite brésilienne, affirmant que « le football est le sport le moins logique ». À l'inverse, la légende argentine Diego Maradona a été vue chantant une chanson moquant la défaite brésilienne.

### Dans la société

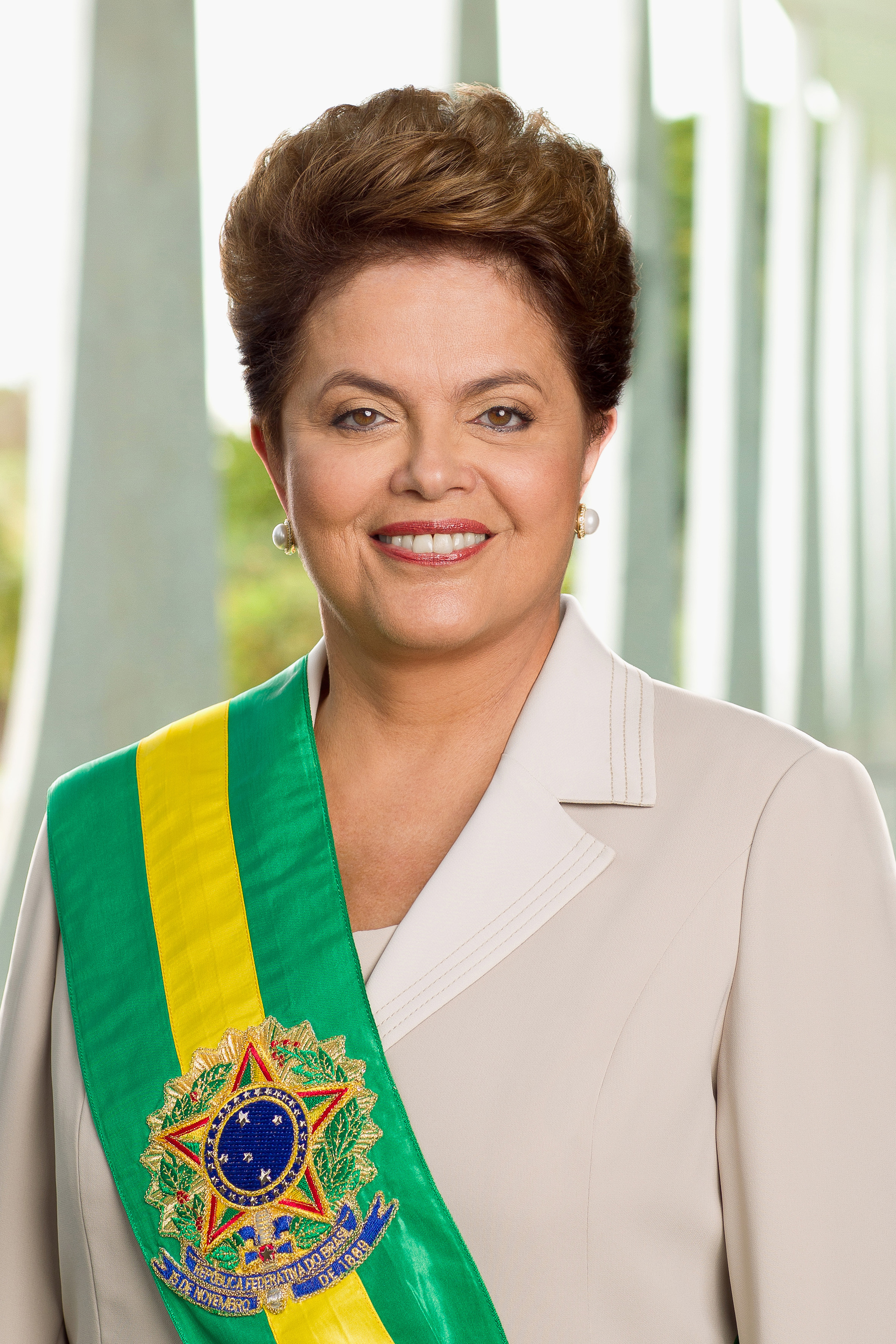
La défaite du Brésil est notamment déplorée par la présidente Dilma Rousseff.

En Allemagne, la couverture du match par la ZDF établit le record national d'audience avec 32,5 millions de spectateurs (87,8 % de part de marché), battant le record établi lors du match Allemagne-Espagne en demi-finale de la Coupe du monde 2010. Ce record est cependant battu cinq jours plus tard à l'occasion de la finale. À l'inverse, la couverture brésilienne assurée par Rede Globo a vu son audience chuter à chaque but allemand. Le match est alors l'événement sportif le plus commenté de l'histoire de Twitter avec 35,6 millions de tweets, dépassant les 24,9 millions de tweets du Super Bowl XLVIII. Des hashtags tels que « #PrayForBrazil » font notamment leur apparition, mais une fois l'écart de 5-0 établi, les utilisateurs brésiliens préfèrent exprimer leur frustration par l'humour autodérisoire, comparant les buts de l'Allemagne à la voiture Volkswagen Gol et en affirmant que l'équipe brésilienne jouait « comme onze Fred ». D'autres utilisateurs du réseau social comparent quant à eux la performance allemande à leurs victoires militaires lors de la Seconde Guerre mondiale par le biais du Blitzkrieg et à l'Holocauste, surnommant la rencontre « Goalocaust ». La présidente brésilienne Dilma Rousseff y déclare que « comme tous les Brésiliens, je suis très, très triste de la défaite ». Le porte-parole du ministère des affaires étrangères israélien Yigal Palmor mentionne le match en réponse à la condamnation par le Brésil de l'usage d'une force disproportionnée par son pays dans le cadre de la guerre de Gaza, disant : « Ce n'est pas le football. Dans le football, quand un match se termine par un match nul, vous pensez que c'est proportionné, mais quand ça termine 7-1, c'est disproportionné ».
Du fait de la pression sur l'hôte brésilien pour remporter « sa » compétition et le choc provoqué par la défaite, les médias et la FIFA surnomment rapidement le match Mineirazo (Mineiraço au Brésil), signifiant « le choc du Mineirão », en référence au Maracanazo (Maracanaço) lorsque le Brésil a été vaincu chez lui par l'outsider uruguayen au cours de la finale de facto de la Coupe du monde 1950,,. La fille du gardien Moacir Barbosa, qui a souvent été blâmé pour la défaite de 1950, affirme que ce résultat a permis de laver l'honneur de son père, tandis que l'attaquant uruguayen Alcides Ghiggia, qui a inscrit le but de la victoire lors du Maracanazo, pense que les deux matchs ne sont pas comparables et que celui de 1950 avait bien plus d'importance. Après la fin du match, les supporters allemands sont escortés hors du stade par la police également prévenue de risques d'émeutes. Les observateurs ont notamment remarqué que, tandis que les supporters allemands affichaient leur respect aux hôtes vaincus, les supporters argentins ont quant à eux célébré l'élimination brésilienne,. Plusieurs vols sont signalés à Rio de Janeiro, tandis que des fans sont vus mettre feu au drapeau brésilien à São Paulo avant même la fin du match. Plusieurs bus sont également incendiés et un magasin d'électronique pillé dans cette même ville.

### Dans les médias
Les journaux brésiliens décrivent le résultat par des unes telles que : « La plus grande honte de l'histoire » (Lance!), « Humiliation historique » (Folha de S.Paulo) ou « Le Brésil a été tué » (O Globo). Le journal allemand Bild met quant à lui en avant la performance allemande dans la « folie 7-1 ». La une du journal français L'Équipe affiche simplement « Le Désastre ». Matthew Stanger de Sky Sports décrit le match comme « l'ultime embarras », tandis que Miguel Delaney d'ESPN surnomme le match Mineirazo, en écho au terme inventé pour l'occasion par la presse latino-américaine de langue espagnole, terme immédiatement repris tel quel par la presse brésilienne.
Barney Ronay de  The Guardian décrit le match comme « la défaite la plus humiliante de l'histoire pour une nation hôte de la Coupe du monde » tandis que Joe Callaghan de The Independent l'appelle « la nuit la plus sombre de l'histoire du football brésilien ». La consultant de la BBC à Rio de Janeiro Wyre Davies dit que la réaction des Brésiliens au stade et dans les zones de fans était « un sentiment collectif de choc, de honte et d'humiliation nationale à travers tout le Brésil et impossible à ignorer ». Le journaliste sportif Tim Vickery affirme que cela pourrait être le point de départ d'une nécessaire réforme en profondeur du football brésilien qui est, selon lui, devenu complaisant par rapport aux autres pays en se reposant sur les lauriers de ses succès passés. La comparaison avec le Maracanazo est souvent effectuée, les médias brésiliens allant parfois jusqu'à dire que la défaite de 2014 redorait le blason de l'équipe de 1950,.
Après la rencontre, les déficiences tactiques et techniques ayant amené à une telle défaite sont analysées. Ainsi, selon plusieurs analystes, le sélectionneur Scolari s'est trop appuyé sur l'équipe vainqueur de la Coupe des confédération en 2013 alors que plusieurs de ses joueurs étaient alors en méforme et n'avaient aucune expérience en Coupe du monde. Le Brésil n'avait par ailleurs pas impressionné durant la phase de groupes et les deux premiers matchs éliminatoires, reposant essentiellement sur les exploits individuels de Neymar en attaque et leurs défauts ayant été exposés lorsque confrontés à un adversaire bien plus valeureux comme l'Allemagne. L'importance de Neymar dans la tactique brésilienne était telle que quasiment aucune formation n'avait été travaillée sans lui. En son absence, Scolari a donc décidé de le remplacer par Bernard, pour honorer la tradition offensive du football brésilien, au lieu d'opter pour « le choix logique d'ajouter un milieu de terrain supplémentaire » face aux Allemands. Ses assistants ont même à plusieurs reprises suggéré de titulariser les plus défensifs Ramires et Willian en remplacement. Ce choix a ainsi fait que Fernandinho et Luiz Gustavo ont été complètement dominés par le trio allemand du milieu de terrain Toni Kroos, Sami Khedira et Bastian Schweinsteiger. La défense, qui avait déjà fait l'objet de critiques lors des matchs précédents, s'est totalement effondrée en l'absence de son capitaine Thiago Silva, que Dante n'est pas parvenu à remplacer, tandis que le capitaine de remplacement David Luiz a commis un nombre inhabituel d'erreurs durant le match,. L'attaque s'est ainsi retrouvée sevrée de ballons en première mi-temps, et faute de milieu de terrain au niveau, l'équipe s'est retrouvée complètement coupée en deux, entre une défense dépassée, un milieu de terrain inexistant et une attaque inopérante. D'autres erreurs incluent le choix de placer Marcelo dans un rôle plus offensif et le faire couvrir par Luiz Gustavo, ainsi que l'inefficacité de Fred, souvent considéré comme un attaquant plus tactique que prolifique, dans son rôle de buteur.

## Conséquences
Le Brésil termine finalement quatrième de la compétition après une nouvelle défaite 0-3 face aux Pays-Bas lors du match pour la troisième place le 12 juillet. Ce revers égale l'ancienne pire défaite de la Seleção lors d'un Mondial, qui est le 3-0 concédé face à la France en finale de la Coupe du monde 1998, et porte le total de buts encaissés par la sélection brésilienne à quatorze, son pire total lors d'un tournoi international et le plus grand nombre de buts encaissés par un pays hôte et par n'importe quelle équipe depuis les quinze buts concédés par la Belgique en 1986. L'Allemagne remporte quant à elle la compétition pour la quatrième fois, la première depuis la réunification, en venant à bout de l'Argentine au Maracanã lors de la finale le 13 juillet sur le score de 1-0 après prolongation. Les Allemands ont notamment été soutenus par les spectateurs brésiliens qui, malgré l'élimination de leur pays, ont préféré les voir l'emporter plutôt que leur voisin et grand rival historique,.
Ces deux défaites consécutives du Brésil, une première depuis 1940, amènent la démission du sélectionneur Luiz Felipe Scolari le 15 juillet. La confédération brésilienne annonce le retour au poste de Dunga, déjà sélectionneur de 2006 à 2010, deux semaines plus tard. Il sera renvoyé à son tour après l'élimination du Brésil lors de la phase de groupes de la Copa América Centenario aux États-Unis, deux ans plus tard.